# Steenenkamer (Voorst)
Pour les articles homonymes, voir Steenenkamer.
Steenenkamer est un petit village situé dans la commune néerlandaise de Voorst, dans la province de Gueldre. Le 1er janvier 2007, le village comptait 290 habitants.